# William Seiling
William Bernard Seiling (St. Louis, 28 maggio 1864 – St. Louis, 5 gennaio 1951) è stato un tiratore di fune statunitense.

## Biografia
Ha partecipato ai giochi olimpici di St. Louis del 1904, dove ha vinto, con la squadra del St. Louis Southwest Turnverein No. 1, la medaglia d'argento nel tiro alla fune, vincendo la semifinale contro la squadra statunitense del St. Louis Southwest Turnverein No. 2 (la finale per il secondo/terzo posto non fu disputata per il ritiro della squadra del New York Athletic Club). Nella squadra statunitense del Milwaukee Athletic Club, vincitrice del torneo, gareggiava il fratello Henry.

## Palmarès
In carriera ha conseguito i seguenti risultati:
- Giochi olimpici

St. Louis 1904: argento nel tiro alla fune.